# Eois punctifera
Eois punctifera là một loài bướm đêm trong họ Geometridae.